# Yevgueni Znosko-Borovski
Yevgueni Aleksándrovich Znosko-Borovski (San Petersburgo, 1884- París, 1954) fue un maestro de ajedrez ruso, escritor, profesor y crítico literario.
Nacido en San Petersburgo el 16 de agosto de 1884, aprendió a jugar ajedrez de joven, ganando premios en torneos locales y regionales mientras progresaba en una educación de primera clase en el prestigioso Liceo del Emperador Alejandro I.
Hizo su debut internacional en el torneo del ajedrez de Ostende 1906, donde ganó el premio a la brillantez por su juego contra Amos Burn. La carrera ajedrecística de Znosko-Borovski fue interrumpida con frecuencia por otros acontecimientos en su vida. Herido y reconocido militarmente en conflictos bélicos, sirvió primero como voluntario en las batallas ruso-japonesas de 1904 y 1905 y fue llamado otra vez al servicio durante la Gran Guerra. Después de la evacuación, una nave británica lo llevó a Constantinopla y de allí se trasladó a París, que siguió siendo su hogar desde 1920 hacia adelante.
Como jugador, Znosko Borovski no tuvo el brillo de sus más encumbrados camaradas. Sin embargo consiguió algunos resultados notables en competiciones internacionales, incluyendo París 1930, donde terminó primero sin haber perdido, delante de Savielly Tartakower, de Andor Lilienthal y de Jacques Mieses. El éxito vino a menudo en encuentros individuales con sus pares más distinguidos: ganó juegos impresionantes contra José Raúl Capablanca, Akiba Rubinstein, Max Euwe y Yefim Bogoliúbov, así como un match corto con Edgard Colle en 1922. También era experto en juego simultáneo de exposición.
Como conferencista, profesor, o escritor sobre ajedrez, sus capacidades fueron reconocidas universalmente, particularmente en Rusia y Francia en donde también contribuyó regularmente sobre el tema ajedrecístico en artículos y columnas de periódicos. De hecho, fue en el campo de la escritura en donde sobresalió, escribiendo muchos libros populares como La evolución del ajedrez (1910); Capablanca y El gambito de Muzio (ambos en 1911); y Capablanca y Alejin (luego de la Primera Guerra Mundial). La mayoría de sus últimos trabajos fueron traducidos al inglés, como El medio juego en ajedrez, Cómo no jugar al ajedrez, Cómo jugar aperturas de ajedrez y El arte de la combinación en el ajedrez.
Escribió también obras de teatro "El diamante" (1910), "El príncipe convertido" y "Los enamorados de Marta". Otra distinción alcanzada por Znosko Borovski fue como crítico literario, siendo considerado un experto en teatro ruso. Murió en París, Francia, el 31 de diciembre de 1954.
Alguna vez escribió: 

No es un movimiento, ni incluso el mejor movimiento, lo que debes buscar, sino un plan realizable.

- Datos: Q525848
- Multimedia: Eugene Znosko-Borovsky / Q525848